# クロロスルホン化ポリエチレン
クロロスルホン化ポリエチレン (Chlorosulfonated polyethylene)は、ポリエチレンをクロロスルホン化することによって得られるエラストマーである。ASTM略号はCSM。
二重結合を含まないので特に耐オゾン性に優れ、耐酸、耐アルカリ性にも優れるが、反面有機溶剤への耐油性には劣る。
この素材を最初に発売したデュポン社の商標である、ハイパロンの名称で呼ばれることが多い。

## 主な用途
- 耐突刺性が高く、ゴムボート等に用いられる。
- 着色性が高く、防水衣料などに用いられる。